# Lilla Bråtaholm
Lilla Bråtaholm med Ramsholm är en ö i Finland. Den ligger i Finska viken och i kommunen Ingå i den ekonomiska regionen  Raseborgs ekonomiska region i landskapet Nyland, i den södra delen av landet. Ön ligger omkring 60 kilometer väster om Helsingfors.
Öns area är 50,3 hektar och dess största längd är 1,3 kilometer i sydväst-nordöstlig riktning.

## Delöar och uddar
- Lilla Bråtaholm 59°57′26″N 23°56′34″Ö / 59.95717°N 23.9427°Ö
- Ramsholm 59°57′10″N 23°56′12″Ö / 59.9528°N 23.93669°Ö